# Ganosis
 Denne artikel bør gennemlæses af en person med fagkendskab for at sikre den faglige korrekthed.

Ganosis kommer fra græsk og betyder glans. Ganosis defineres som en overfladebehandling med voks som hovedingrediens, der kan være andre indholdsstoffer. Efterfølgende kan der ske en oppolering af voksen.
De antikke teknikker enkaustik og ganosis blev genstand for mange diskussioner og forsøg i tiden efter udgravningerne af Pompeji og Herculaneum, hvor man fandt antikke vægmalerier, da man mente, at disse var malet eller overfladebehandlet med voks. 

## Ganosis i antikken

### Antikke forfattere om ganosis
Ifølge de antikke kilder blev voks anvendt til overfladebehandling af våben, vægmaleri og skulptur.
Plinius den ældre skiver i hans naturhistorie, NH 33.40: “… En overflade malet med cinnober bliver ødelagt af sol- og måneskinnet. Metoden for at forhindre dette er at lade væggen tørre og så overfladebehandle den med punisk voks smeltet med olie og påført stadig varmt med børster, og så skal denne voksoverfladebehandling opvarmes igen ved den kommer i nærhed af trækul lavet af plantegaller indtil den begynder at udsvede, og derefter skal den glattes ned med voksruller og derefter med rene linnedklude, på samme måde som man får marmor til at skinne….”.
Vitruvius, romersk forfatter der skrev om arkitektur, ca. 75-15 f.Kr..
Vitruvius skriver i The Ten Books on Architecture, 7.9.3: “Men alle som vil være mere omhyggelige, og som ønsker en poleret overflade af vermilion, således at denne vil beholde sin rette farve, skal, efter at væggen er blevet poleret og er tørret, tilføre, med en børste punisk voks, smeltet over ild og blandet med lidt olie; efter dette skal han bringe voksen til at svede ved at opvarme denne og væggen i tæt kontakt med trækul indeholdt i en jernbeholder; og tilslut skal han glatte det hele ved at gnide det ned anvendende vokslys og rene linnedklude, nøjagtig på samme måde som nøgne marmorstatuer bliver behandlet” og i 4.2.2, at blå voks anvendtes på udskårne trædetaljer som triglyfferne på templernes tagkonstruktion.
Plutarch, græsk forfatter/historiker, skrev især biografier, ca. 46 -127 e.Kr.. 
Plutarch skriver i De Gloria Atheniensium, section 6, at der i i billedhuggerværkstederne arbejder enkausterere, forgyldere og malere. Richter nævner at Plutarch i Quaestiones Romanae, 287 D. skriver at ganosis af statuer er nødvendig, da den røde okker, med hvilken de antikke statuer er malet, ellers snart mister dens farve.
Vægge overfladebehandles eller lakeres med voks, ganosis, dette gælder specielt for vægge malede med cinnober, hvor punisk voks anvendtes for at beskytte cinnoberet mod at mørkne. Denne metode beskrives også som anvendt til marmor, for som Plinius skriver, at få det til at skinne, medens Vitruvius skriver, som nøgne statuer behandles. Plutarch skriver at der arbejder enkausterere i billedhuggerværkstederne og at ganosis af statuer var nødvendig for at bibeholde rød farve. Homolle, 1890, s. 497-503, beskriver, at kosmesis var vedligeholdelse af værdsatte statuer på Delos i den hellenistiske periode, og at man hertil anvendte rengøringsmiddel, olie, voks, klude og rosenolie.

### Antikke voksfund
Der er gjort flere voks fund på antik skulptur og vægge. Som oftest er det meget små mængder, eller blot antydninger. Derfor er det vanskeligt at udtale sig om det er ganosis eller enkaustik, da det ofte er vanskeligt at udlede noget om, på basis af de fund, der er gjort. De gamle beskrivelser af fund af voks kan være vanskelige at verificere. Hvis tilstrækkelig materiale har været tilstede, er det muligt ud fra fysiske og kemiske analyser at bestemme, eller få en indikation af om et materiale er voks. De nyere eksempler af voksfund fra antikke værker, må man formode har en større værdi af rigtighed, da analyserne er blevet væsentligt forbedrede.
Voks kan have været anvendt i Grækenland allerede i det 5. og 4. århundrede f.Kr. som indikeret fra studierne af Parthenons og Hephaistions marmor. Rossmann skriver i 1933, at den enkaustiske stenbemaling af Parthenontemplet, trods sin ødelæggelse synes at være i god bevaringstilstand. Parthenonmuseet har et stort antal rester af enkaustiske bemalede marmorstykker, som A. Eibner har fastslået, har voks som bindemiddel. Alexander Eibner, var leder af 'Versuchsanstalt für Maltechnik' i München. Mod slutningen af hans liv, i 1932, publicerede han en artikel om analyser af bindemidler, der giver en vigtig opsummering af emnet, og var “state of the art” på den tid.
Ifølge Jenkins & Middleton, så fandt kemikerne Faraday og Landerer, ca. 1840, evidens for anvendelse af voks på marmor fra Parthenon-skulpturerne og Hephaistos tempel, men de påpeger, at de ikke selv kunne eftervise brugen af voks på Parthenonskulpturerne eller Hephaistion. 
Ifølge Koch, 1954, 107 f., menes voks, at være fundet på Hephaistos tempel, Athens agora, dateret til midt 5. årh. f.Kr.
Brinkmann skriver, at man har fundet voks på skulpturudsmykning på Tempel E i Selinute, græsk koloni på Sicilien. Tempel E er et dorisk tempel, dateret til ca. 490 - 470 f.Kr., sandsynligvis dedikeret til Hera. Gudindernes hudområder er af tilsatte marmordele, de øvrige dele er af kalksten, man har fundet voks tilsat lidt lyst pigment på overfladen af disse marmordele.
Wolters har fundet bivoks på Paramythion-stelen. Fundet er beskrevet i Eine bemalte attiche Grabstele unter der Quarzlampe, MüJb 11, 1960, 13 Anm. 3. Paramythion-stelen, der befinder sig på Staatliche Antikensammlungen und Glyptothek, Munchen, inventarnr. 483, er græsk og dateret til ca. 380-370 f.Kr., er blevet rekonstrueret, men ikke anvendende voks.
Følgende er et abstrakt præsenteret på Britisk Museum, London, september 2011, ved en workshop omhandlende antik skulpturel polykromi af Brigitte Bourgeois: “En bivoksoverfladebehandling på portræthovedet af Berenike II på Mariemont. “Opbevaret på Det Kongelige Museum i Mariemont, Belgien (inv. B 264), marmorhovedet af en ptolemæisk dronning, sædvanligvis identificeret som Berenike II og dateret til slutningen af det 3. århundrede f.v.t., udviser tydelige tegn på antik polykromi (maling og forgyldning), bekendt siden opdagelsen af objektet i Ægypten, i 1901. Det tilhørte en officiel statue af dronningen der stod i et tempel i Hermoupolis Magna. En videnskabelig undersøgelse er fornylig blevet udført - og er stadig undervejs - med understøttelse af C2RMF (Centre de recherche et de restauration des musées de France, Paris). Det er begyndt at kaste nogle resultater fra sig hvad angår de antikke bemalings- og forgyldningsteknikker, så vel som renovering i antikken. Det har også frembragt nye beviser i retning af bekraftigelse af en antik overfladebehandling med bivoks. En kort foreløbig report vil blive givet af opdagelsen og analyser (via FTIR og gaskromatografi) af denne voksoverfladebehandling, sandsynligvis relateret til ganosis behandling.”.
Trajan-søjlen, der står på Trajans forum i Rom og blev indviet i 113 e.Kr., beskrives i 1933, som havende farverige rester af enkaustisk bemaling.
Under den såkaldte Sosandra-terme, dateret til 2. årh. e.Kr. og som er en del af et romersk badeanlæg beliggende i Baia, Italien, fandt man i 1950erne i et kælderrum nogle antikke gipsafstøbninger. Disse var fragmenterede og anvendt til opfyld sammen med jord, de menes, at stamme fra afstøbninger af græske bronzestatuer. De finkornede af disse gipsafstøbninger havde en lejlighedsvis voksagtig og glinsende overflade. Denne overflade blev analyseret og viste at indeholde organisk materiale bestående fedt- og voksagtige bestanddele. Holdet mener, at en blanding af olivenolie og bivoks har været anvendt til at overfladebehandle gipsafstøbningerne.
Da Pompeji blev opdaget og man startede på udgravningen i 1748, fandt man de fantastiske vægmalerier, der var blanke og skinnende, og man mente, at de var voksbehandlede. Men da denne skinnende blanke overflade begyndte at blegne og blive mat efter nogen tid, blev nogle af væggene behandlet med voks. Derfor er det nu svært at afgøre, om der oprindeligt var voks eller voksen er påført efter udgravningen, da dokumentation er mangelfuld eller ikke eksisterende.
Duran et al. finder tegn på seccoteknik af vægmalerierne. De finder organisk bindemidler i fragmenter af bemalede gipsvægge fra Pompeji i “House of the Golden Bracelet” og Herculanum “Villa of Papyri”. De organiske bindemidler er sandsynligvis vegetabilsk voks eller bivoks, protein og gummi forbindelser. De udelukker dog ikke, at fundene kan skyldes senere konserveringsmaterialer.
Analyser af vægmalerier fra Prima Porta og fra San Lorenzo har vist, at bivoks har været anvendt til overfladebehandling af dekorationer fremstillet med cinnober.
Cuni et al. har undersøgt 8 prøver af hispano-romerske vægmalerier fra Spanien i Ampurias, Cartagena og Baelo Claudia. De dateres fra 1. årh. f.Kr. - 2. årh. e.Kr.. Prøverne blev analyseret for bindemiddel med ATR-FTIR og CG-MS, de mener at havde fundet stærke indikationer på, at der er bivoks og sæbe i alle 8 med FTIR og i 5 med CG-MS. Prøverne er taget direkte fra udgravningerne og har ikke været udsat for konservering.
Birshtein & Tul’chinskii har undersøgt fragmenter af vægmaleri, dateret fra 1. årh. f.Kr. - 1. årh. e.Kr., fra arkæologiske udgravninger i Rom og Kerch og fundet voks herfra.
Det tyder altså på at voks har været anvendt til nogle af de helt store græske og romerske værker fra antikken og det på skulptur, arkitektur og maleri. De dateres fra det 5. årh. f.Kr. til det 2. årh. e.Kr.. Stammende fra skulptur, gipsafstøbninger, vægmaleri og arkitektur.

## Senere tids voksbehandling af antik skulptur
De antikke skulpturer har ofte været udsat for ret hårdhændede behandlinger for at rense dem, for at de kunne fremstå så hvide som muligt, da det var således, en antik skulptur skulle se ud fra midt 1700 tallet til 1900 tallet. Det var i netop denne periode, nyklassicismen, at antikken og de antikke skulpturer var højt skattede. Men skulpturerne kunne også blive behandlet med voks og andre materialer for at få den rette patina. Antikke skulpturer kan således have været udsat for afrensning, hvor en eventuel antik voks kan være fjernet, men på den anden side, kan en nyere voks også være påført. Dette forhold gør voksfund fra antik skulptur vanskelig at vurdere.
Af denne engelske opskrift kan ses, at det i visse perioder og kulturer har været almindeligt, at behandle statuer med voks. “Voks fernis til statuer. Smelt sammen 1 oz hvid eller meget lys bivoks med 4 oz terpentin. Børst medens den stadig er varm, efter lige at havde opvarmet statuen med klude af varmt vand og aftørret dette. Børst og tør af fernissen for kun at efterlade en tynd film.”. Når varme anvendes for at få voksen til at trænge ind i sten- og gipsoverflader, så kaldes det at enkaustere.
Oddy har skrevet en artikel omhandlende konservering af marmorskulptur på britisk museum fra starten af 1800 tallet til 1975. Her beskrives en til tider hårdhændet behandling, bivoks er dog ikke nævnt til overfladebehandling, men i 1858 forlyder det i et internt brev på museet “Jeg tror, det er min pligt at sige, at nogle af værkerne er meget skadet af ignorant og ligegyldig afformning - (med olie og fedt) - og med restaureringer i voks og i voks og harpiks.”. Det kunne jo være interessant at vide om dette var nyere restoreringer eller det er antikke, men det siger i hvert fald, at der i 1858 er konstateret voks og voks/harpiks på antik marmorskulptur på British Museum. Fejfer har skrevet om behandling af antikke overflader i det 18. århundrede, hun skriver, hvordan overfladerne ofte drastisk er blevet mekanisk og kemisk renset, medens Plenderleith og Werners nævner anvendelse af forskellige vokse, polyethylenglycol og mikrokrystallinsk, til polering af marmorskulptur. I Uffizierne i Firenze har man op gennem historien tilføjet kunstig patinering med farvet voks og olie er for at harmonisere nyere marmor tilføjelser med de antikke dele på marmorskulptur. Brinkmann nævner at “den persiske rytter”s farverester blev konserveret med bivoks i slutningen af 1800 tallet, således at de blev mørkere.
Disse senere behandlinger af antik skulptur med voks kan interferere med den antikke behandling. Hvis syntetiske vokse er tilsat blandingen kan en antik oprindelse udelukkes, paraffin og stearin blev først anvendt i det 19. årh., oftest anvendtes også terpentin i voksen, men den er desværre fordampet, ellers kunne den også anvendes til at differentiere. For at skelne mellem nyere vokslag og antikke, kan inkrustationer på overfladen være vigtige, man kan evt. fremstille en farvesnit og undersøge eventuelle lag. Hvis der er tilstrækkeligt materiale, vil man også kunne lave kulstof 14 datering, som tidligere nævnt.
Bivoks har været anvendt som marmor-lim og udfyldningsmateriale, her en opskrift fra Brown:
Marmorlim og -fyldstof. smelt sammen 1/2 oz bivoks, 4 oz harpiks, så irør 2 oz gips. Opvarm marmoren og anvend cementen medens den stadig er varm. Freccero beskriver, at en blandingen af kolofonium og bivoks fungerede som en antik romersk lim anvendt til marmor. Farnsworth & Simmons, 1960, 118-22, beretter om et fund af en cement bestående af bivoks og calciumcarbonat, cementen befandt sig i et græsk bronzehoved fra det 5. årh. f.Kr.
Muligvis har voks været anvendt i antikken til bemaling og/eller overfladebehandling af bronzeskulptur. I vore dage er det især anvendt i England og USA som overfladebehandling af udendørs placeret bronzeskulptur. Voks har været anvendt i antikken og anvendes stadig til bronzestøbningsprocesser, cire perdue-teknikken.

### Upubliceret litteratur
- Bourgeois, B. (2011). A beeswax coating on the portrait head of Berenike II at Mariemont. British Museum, London, sep. 2011. Workshop abstract.